# Kasachische Literatur
Die kasachische Literatur ist die mündliche und schriftliche Literatur, die vom kasachischen Volk in Zentralasien und seinen Dichtern und Schriftstellern in kasachischer Sprache verfasst wurde. Kasachisch wird außer in Kasachstan auch in China, Russland und Usbekistan sowie einigen anderen benachbarten Ländern von schätzungsweise über 15 Millionen Menschen gesprochen.
Die Herausbildung eines kasachischen Volkes begann um 1400. Die Sprache, die zur nordwestlichen Gruppe der Turksprachen gehört und in drei Hauptdialektgruppen zerfällt, ist jedoch deutlich älter. In Kasachstan konkurriert die kasachische Sprache noch mit der russischen, die jedoch zurückgedrängt wird. Der häufige Wechsel der Schrift (von der arabischen, die heute noch bei den Kasachen in China gebräuchlich ist, zur Jaꞑalif-Schrift 1928, zur modifizierten kyrillischen Schrift 1938 und heute zur lateinischen) sowie die zur Sowjetzeit übliche Russifizierung von kasachischen Namen führen zu einer extrem uneinheitlichen Transkription der Namen von Autoren und Werken. Unter anderem bewirken Übersetzungsprobleme, dass die kasachische Literatur im Westen noch wenig bekannt ist.
Die Literatur russischsprachiger Autoren aus Kasachstan ist nicht Gegenstand dieses Artikels, ebenso nicht die auf dem Gebiet Kasachstans entstandene uigurische Literatur.

## Mündliche Volksdichtung

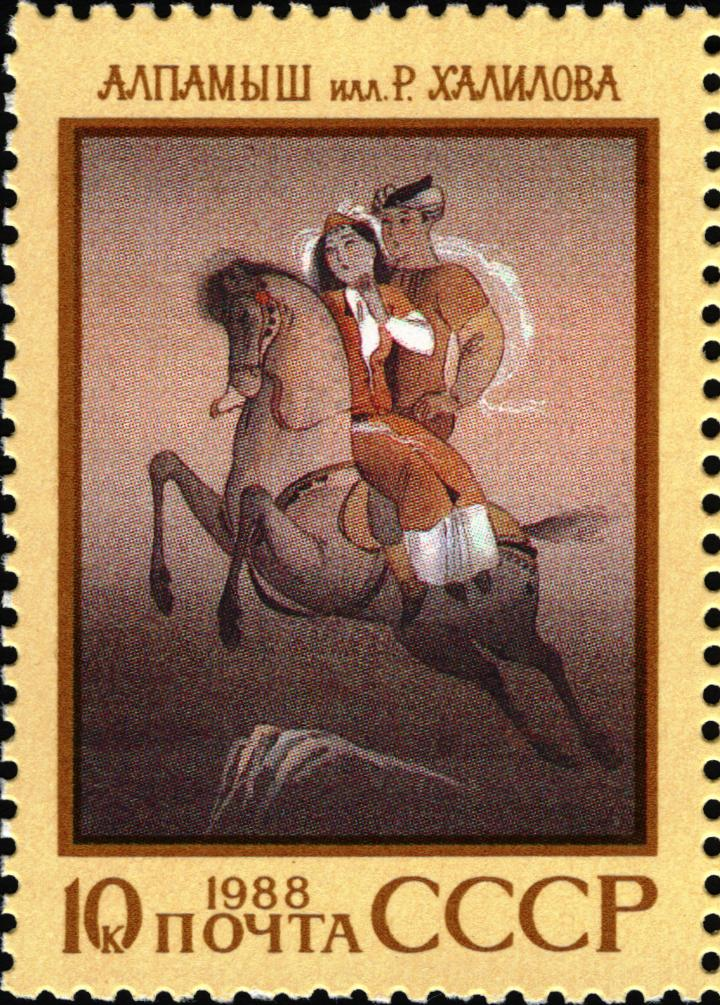
Alpamis und Barsin. Bild von R. Khalilow auf einer sowjetischen Briefmarke von 1988

Wie alle Nomadenvölker hatten auch die Vorläufer der kasachischen Stämme in Zentralasien eine mündliche Poesie- und Erzähltradition. Vorgetragen wurden Geschichten, Lieder, mit der Langhalslaute (dombra, dombira, Tambura) begleitete Sprechgesänge (dastan) – meist Heldenepen – mit über 10.000 Versen von Barden, die ihr Können und ihr Improvisationstalent in Form von aitys bei regelmäßigen Sängerwettbewerben zwischen den verschiedenen Clans und anderen Feiern bis weit ins 19. Jahrhundert bewiesen. Der Vortrag konnte bis zu einem Tag dauern. In Xinjiang gab es 2009 noch einen kasachischen Dastansänger, der über 100 Gesänge beherrschte, von denen jeder im Durchschnitt mehrere Stunden dauerte.
Eines der bekanntesten Epen ist Alpamıs, die Geschichte von Alpamıs (Alpamysch), der um seine Braut Barsin kämpfen muss. Das Epos entstand möglicherweise schon im 6./7. Jahrhundert im Altaigebiet und wanderte im 10. Jahrhundert in den Sprachraum der nordwestlichen Turkvölker. Es wurde in mehreren Versionen auch von Usbeken, Karakalpaken und anderen Völkern bis hin in die Mongolei überliefert. In vielen Epen der Region spielt das Pferd eine große Rolle, dessen Zähmung zuerst durch die Botai-Kultur vor 5500 Jahren erfolgt sein soll. In der kasachischen Alltagskultur blieben Pferd und Jurte bis in das 20. Jahrhundert hinein die wichtigsten Elemente.

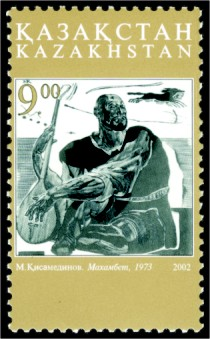
Makhambet mit der Dombra, dem kasachischen Nationalinstrument, auf einer kasachischen Briefmarke

Ein weiteres, in fast 30 Versionen mit bis zu 9000 Verszeilen überliefertes populäres Epos ist Koblandy Batyr (batyr = Held) über den legendären Helden des 15. oder 16. Jahrhunderts, der den Stammeskämpfen zum Opfer fiel, die zur Abwanderung einiger Clans (zhuz) aus dem Gebiet der Usbeken und zur Gründung des Kasachen-Khanats um 1500 geführt haben sollen. Bei den mit den südlichen Kasachen eng verwandten Karakalpaken, die umgekehrt der Herrschaft der Großen Horde entflohen und sich den Usbeken unterstellten, heißt dieses Epos Koblan. Auch übernahmen die Kasachen andere karakalpakische Epen wie die Erzählung des Helden Edige. Die Formeln und Motive dieser Epen waren beweglich und wurden immer wieder neu kombiniert; häufig entwickelten sie ein Eigenleben.
Die Werke der Volksdichtung waren in der Sowjetzeit zunächst unbeliebt, da sie angeblich den Feudalismus verherrlichten; seit den 1950er Jahren wurden sie jedoch systematisch erforscht und publiziert.
Seit der Gründung des Kasachen-Khanats, das allerdings instabil war und bald in Nachfolgekhanate zerfiel, wurden die Barden an die Höfe der Khane gerufen. Das im 15. Jahrhundert entstandene Epos Er Targhın handelt von diesen Kämpfen; der Held schützt seine Heimat gegen fremde Aggressoren und streitet für die Beendigung der Stammeskämpfe. Der Text wurde erstmals 1957 veröffentlicht, der Stoff diente als Vorlage einer sowjetischen Oper.
Im 16. und 17. Jahrhundert erreichte die professionelle Vortragskunst – oft verbunden mit Musikdarbietungen – ihren Höhepunkt, die von der mündlichen literarischen Tradition der anderen Turkvölker kaum übertroffen wurde. Während der zhirau genannten Sänger die Werke anderer nur weitergab und damit vor allem moralpädagogisch-didaktische Zwecke verfolgte, schuf der Akyn (agin, aqyn) eigene Gedichte, Geschichten oder Lieder. Bekannt wurde der Barde Dospambet Žyrau; er konnte wohl lesen und schreiben und besuchte Berichten zufolge Konstantinopel. Vielen Barden wurden prophetische Fähigkeiten zugesprochen, manche waren politische Berater wie Buqar Zhirau (ca. 1693–1781/87) bei Ablay, dem Khan der Mittleren Horde, oder wurden selbst Politiker.
Im 18. Jahrhundert wurden die Khanate (oft nur oberflächlich) islamisiert. Religiöse Elemente spielten denn auch in der Vortragskunst eine untergeordnete Rolle. Der alte türkische Mythos vom Helden Dede Korkut, der auch in Kasachstan bekannt war und häufig vorgetragen wurde, enthält viele schamanistische Anklänge, die auch vom Islam nicht eliminiert wurden. Seit dem frühen 19. Jahrhundert verloren die durch Stammeskämpfe und durch Kämpfe mit China geschwächten Khanate allmählich ihre Autonomie an Russland; viele Barden beklagten nun diese Entwicklung in ihren Liedern. Im Bereich der westlichen Kleinen Horde, wo sich die Vortragskunst länger hielt, vereinte Bazar Zhırau noch bis ins frühe 20. Jahrhundert hinein die Rollen von agin und zhirau.

## 19. und frühes 20. Jahrhundert: Beginn der schriftlichen Literatur

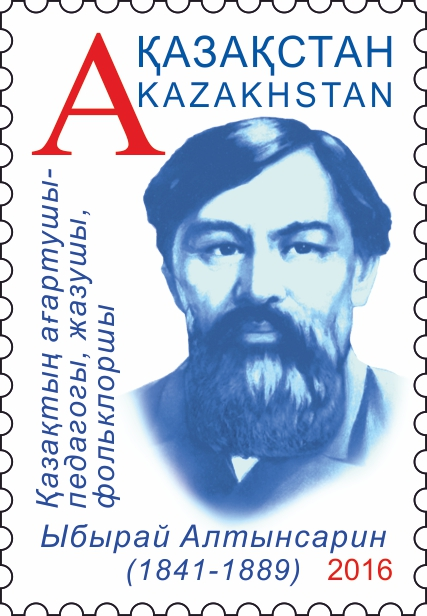
Ybyrai Altynsarin auf einer kasachischen Briefmarke von 2016

Seit der zweiten Hälfte des 19. Jahrhunderts wurden Gedichte und Prosa in arabischer Schrift, und zwar meist dem osmanischen Sprachgebrauch entsprechend, festgehalten. Zu den Sammlern der Gedichte, Erzählungen und Epen gehörte die Stammesaristokratie. Der mit Dostojewski befreundete Schoqan Uälichanuly (Tschokan Walichanow) (1835–1865), ein Nachfahre Ablay Khans und der erste kasachische Intellektuelle, der eine moderne russische Bildung erhielt, arbeitete als russischer Offizier, Ethnograph, Historiograph und sammelte kasachische und kirgisische Epen wie das im 18. Jahrhundert entstandene Manas dastany, die „Ilias der Steppe“.
Seit 1836 kam es zu Aufständen gegen die zaristische Herrschaft, die bis 1847 andauerten. Mehrere Poeten beteiligten sich daran und verfassten entsprechende Lieder, in denen sich die Trauer über die Zersetzung der nomadischen Lebensweise spiegelt, so vor allem Makhambet Otemisuly (1804–1846), der vermutlich ermordet wurde. Pädagogische Aufklärer wie Ybyrai Altynsarin setzten sich hingegen für die Beschulung kasachischer Kinder nach russischem Vorbild ein und übersetzten dafür russische Literatur ins Kasachische. Altynsarin entwickelte die erste Variante eines an die kasachische Phonetik angepassten kyrillischen Alphabets, verfasste die erste kasachische Grammatik und gab die erste kasachisch-russische Zeitung heraus. 1882 wurde Kasachstan Bestandteil des russischen Generalgouvernements der Steppe.

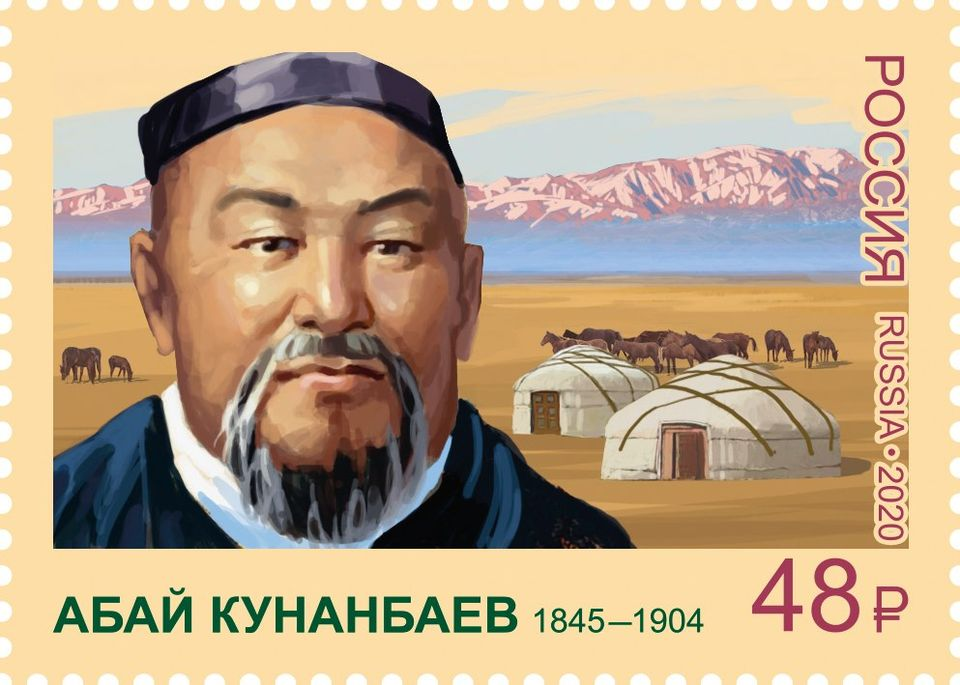
Qunanbaiuly auf einer russischen Briefmarke von 2020

Eine zentrale Rolle für die Entwicklung der modernen kasachischen Literatur spielte Abai Qunanbajuly (russifiziert: Abay Kunanbajew, 1845–1904), ein aufgeklärte islamischer Theologe und Philosoph, der die Kasachen aufforderte, das Stammesdenken zu überwinden. Seine Schriften haben wesentlich zur Erhaltung der kasachischen Volkskultur beigetragen, er hat aber auch russische Gedichte ins Kasachische übersetzt. In seinem Hauptwerk Qara sözderi („Buch der Worte“, dt. 2001) kritisiert er die russische Kolonialpolitik und fordert den Einsatz für Bildung und Alphabetisierung. Mirschaqyp Dulatuly (1885–1935) publizierte 1909 den ersten modernen Gedichtband Oyan! Qazaq („Wach auf, Kasache“), der sofort beschlagnahmt wurde. Er veröffentlichte auch den ersten Roman in kasachischer Sprache.
Seit 1905 durften auch Zeitschriften in kasachischer Sprache erscheinen. Die Literaturzeitschriften Ay Qap (veröffentlicht zwischen 1911 und 1915 in arabischer Schrift in der russischen Grenzstadt Troitsk) und Qazaq (veröffentlicht zwischen 1913 und 1918 und herausgegeben von Akhmet Baitursynow, der das arabische Alphabet für die kasachischen Bedürfnisse überarbeitete) spielten eine wichtige Rolle bei der Entwicklung des intellektuellen Lebens in Kasachstan des frühen 20. Jahrhunderts. Beide Zeitschriften förderten einen gemäßigten kasachischen Nationalismus, der sich gegen die Russifizierungspolitik richtete und in einem Aufstand 1916 kulminierte.
Qunanbaiulys muslimische Reformideen waren wegweisend für die Alasch Orda, die erste Regierung des autonomen Kasachstan 1917/18, die unter den Menschewiki etabliert wurde, sich mit den Streitkräften der Weißen verbündete, sich danach wegen des dort vorherrschenden russischen Nationalismus mit ihnen entzweite und von der Roten Armee niedergeschlagen wurde. Mit dem Verbot der von Qunanbaiuly gegründeten Zeitschrift Abai 1918 schwand sein zuvor großer Einfluss auf die kasachische Literatur.

## Die Zeit der sozialistischen Sowjetrepublik 1920 bis 1991
Einzelne Akyne wie Schambyl Schabajew retteten die Rezitationskunst erfolgreich in die Sowjetzeit. Der wichtigste Literat der Sowjetzeit war jedoch der in einer Nomadenfamilie geborene Mukhtar Auez-ulï (russifiziert: Muchtar Äuesow, 1897–1962). Er studierte Philologie in Leningrad, trat als Student bereits mit Erzählungen und Theaterstücken hervor, gab später Ausgaben der traditionellen epischen Texte heraus und veröffentlichte vor allem historische Erzählungen und Romane mit hoher Symbolwirkung sowie Dramen. Zwei seiner Romane handeln vom Leben Abais, wofür er weitgehend auf mündliche Quellen angewiesen war, was zur Wiederentdeckung eines allerdings „gereinigten“ Abai führte. Viele jüngere Autoren beziehen sich auf sein Vorbild. Nach Äuesow wurde das staatliche Äuesow-Theater in Almaty benannt.

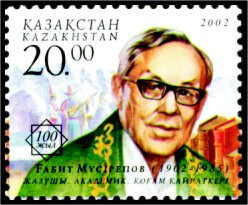
Gabit Musirepow auf einer Briefmarke Kasachstans von 2002

Die 1920er Jahre waren eine sehr vitale Periode der neuen kasachischen Literatur. Viele Autoren konnten erstmals Hochschulen besuchen. Saken Seifullin (Säkan Seyfullin, 1894–1939) war der erste Vorsitzende des Schriftstellerverbandes Kasachstans und gilt neben Belembet Mailin (1894–1939) als Begründer der sozialistisch-realistischen Literatur Kasachstans. Seifullins revolutionäres Pathos hinderte ihn nicht, sich für vorrevolutionäre Dichtung zu engagieren. Mailin war ein hervorragender Erzähler des kasachischen Alltags. Beide wurden im Rahmen der Stalinschen Nationalitätenpolitik in der muslimischen Peripherie der Sowjetunion 1939 als „Nationalisten“ hingerichtet und gelten seit der Unabhängigkeit als Märtyrer. Das Epos Kulager von Ilijas Shansugirow (1894–1937?) über ein Pferderennen im 19. Jahrhundert wurde bei Erscheinen in den 1930er Jahren verboten. Shansugirow wurde 1937 verhaftet und vermutlich noch im selben Jahr erschossen. 1958 wurde er rehabilitiert.
Auch modernistische Tendenzen in der Lyrik, die den von der Revolution desillusionierten Russen Alexander Blok zum Vorbild nahmen, wurden nicht akzeptiert. So blieben die Gedichte von Maghschan Schumabai (Zhumabayuli), der an die kasachische Klagedichtung des 19. Jahrhunderts anknüpfte, bis in die 1980er Jahre verboten; der ehemalige Alasch-Orda-Aktivist wurde 1938 erschossen. Auch andere Dichter wurden wegen „Nationalismus“ hingerichtet oder starben wie Mirschaqyp Dulatuly im Lager.
Zu den weiteren Autoren, deren Karriere in den 1920er Jahren begann, zählte Gabit Musirepow (1902–1982), der neben Erzählungen aus dem Bürgerkrieg u. a. ein Drama über den Sänger Ajani aus dem 19. Jahrhundert und das Libretto für die erste kasachische Oper von Jewgeni Brusilowski schrieb. der Sohn nordkasachischer Viehzüchter Sabit Mukanow (1900–1973), der im Bürgerkrieg gekämpft hatte, erforschte und dokumentierte die Literatur, Musik und Ethnographie des Landes vor 1918. Er verfasste Romane und eine Autobiographie mit dem Titel „Schule des Lebens“ und wurde mit zahlreichen Ehrungen ausgezeichnet.
In kasachischer, russischer und deutscher Sprache publizierte der Wolgadeutsche Herold Belger (Gerold Belger), der im Zweiten Weltkrieg nach Kasachstan deportiert worden war und dort nach anfänglichen Schwierigkeiten als freier Schriftsteller und Übersetzer tätig war. Nach der Unabhängigkeit war er Abgeordneter des kasachischen Parlaments. Als sein Hauptwerk gilt Das Haus des Heimatlosen (dt. 2010).
Ilijas Jessenberlin (Yssak Yessenberlin, 1915–1983), ein Bergbauingenieur, verfasste nach dem Krieg Dramen und Romane, die Millionenauflagen erreichten und die kulturelle Identität der Kasachen mitprägten. Sein Hauptwerk war die historische Trilogie Die Nomaden. Der erste Band Fluch des Schwertes über die Zeit der Bildung des Khanats erschien 2011 in deutscher Übersetzung. Die Seidenstraße folgte 2013.

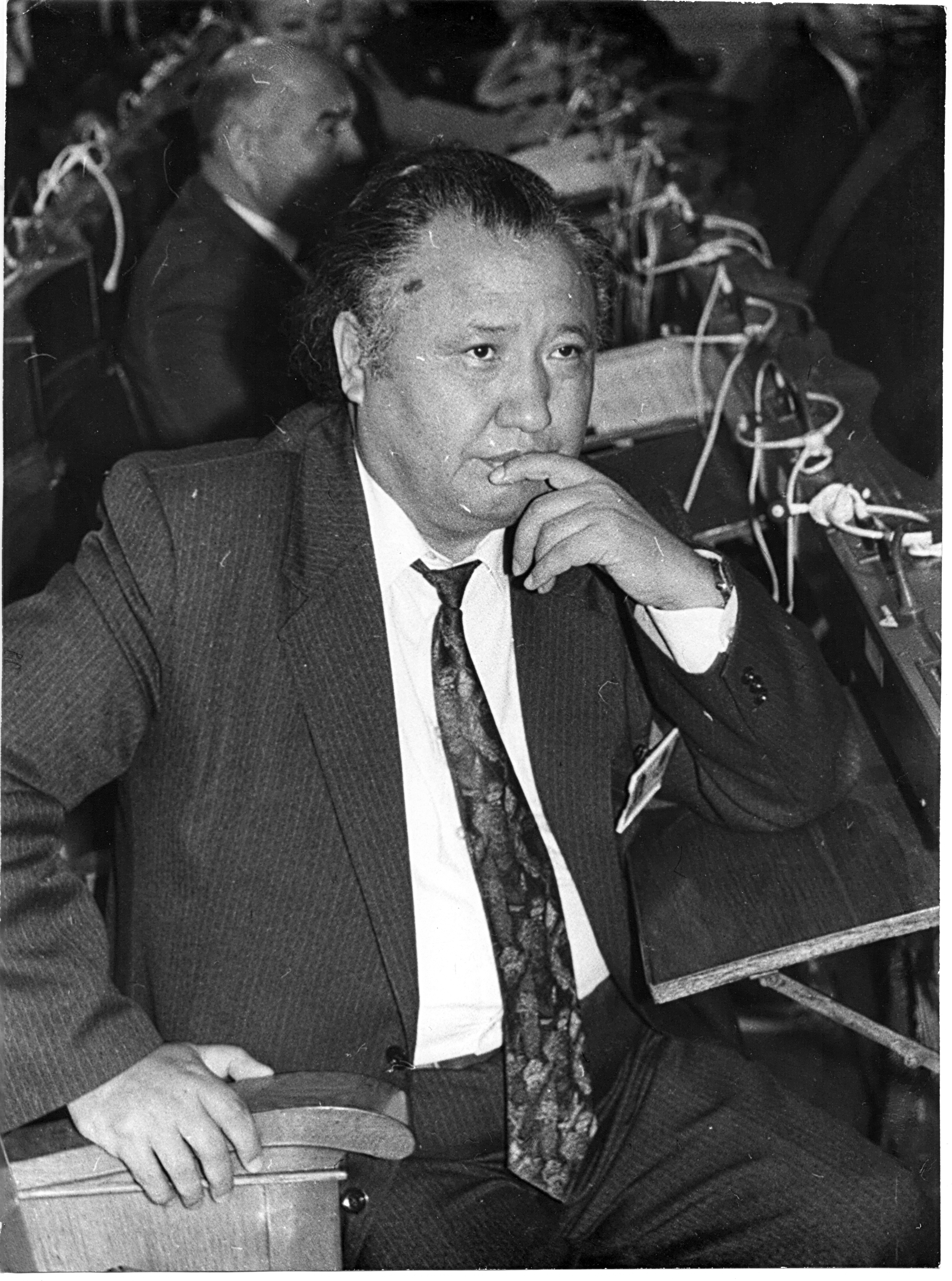
Abisch Kekilbayew (1993)

Abish Kekilbayew (1939–2015), der zahlreiche öffentliche Ämter bekleidete und auch die kasachische Filmproduktion förderte, zeigte in seinen Erzählungen und Romanen die Diskrepanz zwischen den Handlungen der einfachen Menschen und den Taten der Machthaber auf. Er nutzte seine politischen Verbindungen für die Erhaltung der traditionellen Kultur und der historischen Monumente wie für die Förderung der neuen Literatur. In deutscher Übersetzung erschien 2006 Das Minarett. Kekilbayev, der auch Gedichte und Essays schrieb und zahlreiche Werke aus dem Englischen, Französische, Deutschen und Russischen ins Kasachische übersetzte, wurde stellvertretender Kulturminister der Sowjetrepublik und nach der Unabhängigkeit Außenminister Kasachstans unter Präsident Nursultan Nasarbajew.
Seit den 1950er Jahren stieg die Wertschätzung auch für die traditionelle kasachische Literatur wieder stark an. Für eine wahrheitsgetreue Erforschung setzte sich insbesondere Mukhtar Magauin (* 1940) ein, dessen Erzählungen meist erst nach 1991 veröffentlicht wurden, da er im Westen als Nationalist bezeichnet wurde. Tatsächlich erwachte in den 1960er Jahren der Nationalismus auch in Kasachstan und fand seinen Platz in der Literatur. Viele Autoren der 1960er und 1970er Jahre waren jedoch Kriegswaisen wie Sayin Muratbekov oder Kalikhan Yskak. Sie verarbeiteten in ihren Büchern ihre eigenen Kriegserfahrungen und setzten sich für humanistische Werte ein. Zu den wichtigen Lyrikern, deren Karriere in den 1970er Jahren begann, zählen Temirkhan Medetbek und die vielfach ausgezeichnete Fariza Ongarsynova (1939–2014).
Äbdischämil Nurpeissow bemühte sich schon in den 1970er Jahren in seinen Romanen um eine differenzierte Darstellung beider Parteien des Bürgerkriegs. Bekannt wurde der Sohn eines Fischers vor allem durch sein Buch Der sterbende See (1988, dt. 1988, überarbeitete Ausgabe 2006), einen der ersten Beiträge zur Tragödie des Aralsees, der wegen der Zensur vollständig und unter diesem Titel erst lange nach der versteckten Veröffentlichung in einer Trilogie einer ersten Version erscheinen konnte. In Nurpeissows Werk stellt der auch zu Sowjetzeiten nicht gelöste Konflikt zwischen reichen und armen Menschen in Kasachstan und die Auseinandersetzung der Landbevölkerung mit den Technokraten Leitmotive dar. 
Zu den kritischen Autoren der 1960er bis 1980er Jahre gehörte auch Akim Tarazi (* 1933). Er schrieb neben Romanen das Drehbuch zum Film Sledy ukhodyat za gorizont (1965) über den Kampf von Dorfbewohnern gegen „schlechte Gewohnheiten“, und das Drama Vergeltung, das die negativen Folgen der den Alltag dominierenden russischen Verwaltung aufzeigte.
Rollan Seysenbajev (* 1946) veröffentlichte Romane und Theaterstücke in kasachischen und russischer Sprache. Er verfasste seine traumatischen Jugenderinnerungen an die Räumung seines Dorfes und die darauf folgende erste Erprobung einer russischen Wasserstoffbombe 1953 im Gebiet von Semipalatinsk. 2001 erschienen sie unter dem Titel Der Tag, als die Welt zusammenbrach in deutscher Übersetzung. An die Spitze der Bewegung Nevada–Semipalatinsk gegen die Atomtests, die zu ihrer Einstellung beitrug, stellte sich gemeinsam mit Seysenbajee 1989 der Philologe und Dichter Olzhas Suleimenov (Oljas Süleymenow, * 1936), der zu sowjetischen Zeiten schon wegen seiner These vom türkischen Ursprung des als altslawisch geltenden Igorliedes gemaßregelt worden war.

## Seit der Unabhängigkeit
Nach der Unabhängigkeit wurde das Erbe des sozialistischen Realismus rasch abgestreift. Die jüngeren Autoren versuchen die Jahre der kulturellen Bevormundung aufzuarbeiten. Der seit den 1960er Jahren zunehmende kulturelle Widerstand gegen die sowjetische Herrschaft zeigte sich teils erst nach 1981, z. B. in Talasbek Asemkulovs Autobiographie Taltus (2003, engl. A Life at Noon, 2019). Der Musiker beschreibt darin, wie die Russen nur die kasachische Musik akzeptierten, die Texte jedoch ignorierten.
Die jungen Autoren experimentieren mit neuen Formen oder beleben alte Traditionen der Lyrik der Turkvölker und kasachischen Mythen wieder. Temirkhan Medetbek veröffentlichte 2002 den Gedichtband Melodien der Kok-Türken, in dem er aktuelle Fragen in den Versformen des 7. und 8. Jahrhunderts behandelt. Akberen Yelgezek schreibt surrealistische Gedichte und verfasste mit The Childhood that Never Happened (2014) eine Autobiographie, die auch im Ausland bekannt wurde. Die Journalistin und Kritikerin Aigul Kemelbayeva (* 1965), die mit 18 ihr erstes Buch veröffentlichte, verfasst Kurzgeschichten und Essays. Sie beschreibt die Schwierigkeiten der kasachischen Autoren, ein englisches Lesepublikum zu erreichen, auch weil es an Übersetzungsmöglichkeiten fehlt. Das gelte auch für die im Westen noch unbekannte klassische kasachische Literatur.
Kasachstan betreibt daher in jüngerer Zeit eine offensive Kulturpolitik, durch die die Enge des einheimischen Buchmarktes und der Wegfall der umfangreichen sowjetischen Literaturförderung nach 1991 teilweise ausgeglichen wurde. Seit 2006 wird von deutschen Verlagen die Kasachische Bibliothek mit Titeln in deutscher Übersetzung mit Unterstützung der kasachischen Botschaft herausgegeben. 2021 finanzierte die kasachische Regierung die Übersetzung von 100 wichtigen internationalen literarischen Werken und Lehrbüchern in die kasachische Sprache. Russischsprachige Autoren publizieren nach 1982 meist in Russland.